# 이태일 (1966년)
이태일(1966년 9월 7일 ~ )는 대한민국의 전 스포츠기자 및 전 NC 다이노스의 사장이다. 주간야구 기자를 역임하였으며, 중앙일보 체육부 기자, 네이버 스포츠 실장을 거쳐 2011년 5월 9일 NC 다이노스의 초대 대표이사로 임명됐다.

## 경력
- 1990년 ~ 2006년 : 주간야구, 중앙일보 체육부 기자
- 2006년 ~ 2011년 : 네이버 스포츠실장[2]
- 2011년 5월 9일 ~ 2017년 : NC 다이노스 대표이사

## 출신 학교
- 고려대학교

## 참조
1. ↑  엔씨 제9구단, 이태일 신임 대표 선임 - ZDNet Korea
2. ↑  ‘고양시로 2군 구장 이전’ NC 다이노스 이태일 대표 - 경인일보